# باشگاه فوتبال مودنا
باشگاه فوتبال مودنا (به ایتالیایی: Modena Football Club) باشگاه فوتبال ایتالیایی است که در مودنا، امیلیا-رومانیا در سال ۱۹۱۲ تأسیس شد. این باشگاه در سال ۲۰۱۷ منحل و در سال ۲۰۱۸ مجدداً احیا شد و در حال حاضر در سری بی، دومین رده فوتبال ایتالیا حضور دارد.